# 大山道 (鳥取県)
大山道（だいせんみち）とは、伯耆国（現鳥取県）大山を中心に四方に発達した古道の総称である。具体的には、現在の鳥取県内にある「坊領道」、「尾高道」、「溝口道」、「横手道」、「川床道」の五つの古道の総称であるが、横手道に接続する現在の岡山県岡山市からの古道も「大山道」と呼ばれた。大山往来、大山街道とも呼ばれ、大仙街道と表記することもある。

## 経緯
大山は古くから人々の信仰を集め、山腹にある大山寺（現鳥取県西伯郡大山町）を中心に、「坊領（ぼうりょう）道」、「尾高（おだか）道」、「溝口（みぞぐち）道」、「横手（よこて）道」、「川床（かわとこ）道」の五つの参詣道が発達した。また、山陽道の人たちも、五穀豊穣を祈願する「奥参り」と称して、出雲大社（現島根県出雲市）、美保関明神（同松江市）と共に大山参詣を行っていたため、備前国、備中国、備後国、美作国方面からの道も発達した。
大山寺はまた牛馬の守護神として人々に崇拝されるようになったことから、牛馬による参詣も行われ、1726年（享保11年）には、大山寺境内に牛馬市「大山博労座」が開かれた。これにより、大山道はそうした牛馬の運搬路としても利用されるようになった。特に山陰・山陽間を結ぶ大山道は、山陰道・美作国山中地方の諸物産を備前国・上方方面へ運ぶ商用の道としても機能し、また大山寺の住職が比叡山から派遣されていたことから、その間の連絡路としても機能した。

## 経路

### 坊領道
- 現在の鳥取県西伯郡大山町坊領を経て大山へ向かうもので、鳥取方面から大山への道として位置づけられる。

### 尾高道
- 現在の鳥取県米子市尾高付近から一の谷（大山町）を経て大山へ向かうもので、概ね現在の鳥取県道24号米子大山線に相当する。

### 溝口道
- 現在の鳥取県西伯郡伯耆町溝口付近から金屋谷（伯耆町）を経て大山へ向かうものである。

### 横手道
- 現在の岡山県真庭市延助から美作国・伯耆国の国境を越え、下蚊屋、御机（いずれも鳥取県日野郡江府町）を経て大山へ向かうものである。
- 備前国・備中国方面からの道と接続し、山陽道・上方方面から大山へ向かう道の本道として位置づけられる。その道は、現在の岡山県岡山市北区生石橋（国道180号）を発し、足守 - 大井 - 吉川（岡山県加賀郡吉備中央町） - 田土 - 豊岡 - 鹿田（以下真庭市） - 落合 - 久世 - 三坂（十国）峠 - 釘貫小川 - 藤森 - 鳥居峠 - 郷原を経て延助に至り、横手道に接続するものであった。久世で出雲街道と交差する。
- 岡山方面からはこの他にも和気・西大寺・牛窓辺りからの道や、高梁から溝口への道もあった。

### 川床道
- 関金温泉（現鳥取県倉吉市）から現在の鳥取県道45号倉吉江府溝口線地蔵峠、大山町川床（鳥取県道30号赤碕大山線と阿弥陀川との交差地点付近）を経て大山へ向かうものである。
- 途中、一向平（現鳥取県東伯郡琴浦町）から川床までが中国自然歩道「大山参詣『大山みち』」となっている。その途中には大山滝がある。